# جيك بيك
جيك بيك (بالإنجليزية: Jake Peck)‏ هو لاعب كرة قدم بريطاني في مركز الوسط، ولد في 9 يناير 2000 في لوتن في المملكة المتحدة. لعب مع نادي لوتون تاون.

## وصلات خارجية
- جيك بيك على موقع قاعدة بيانات كرة القدم.إي يو (الإنجليزية)
- جيك بيك على موقع Soccerbase.com (لاعب) (الإنجليزية)